# Comuna Ukraiinske, Ivanivka
Ukraiinske (în ucraineană Українське) este o comună în raionul Ivanivka, regiunea Herson, Ucraina, formată din satele Cervonîi Prapor și Ukraiinske (reședința).

## Demografie
Componența lingvistică a comunei Ukraiinske
     Ucraineană (86,74%)
     Rusă (8,33%)
     Alte limbi (0,51%)
Conform recensământului din 2001, majoritatea populației comunei Ukraiinske era vorbitoare de ucraineană (86,74%), existând în minoritate și vorbitori de rusă (8,33%) și armeană (1,64%).